# Староборисов
Староборисов (біл. вёска Старабарісов) — село в складі Борисовського району Мінської області, Білорусь. Село є адміністративним центром Пригородницької сільської ради, розташоване в північно-східній частині області.